# 歳破神

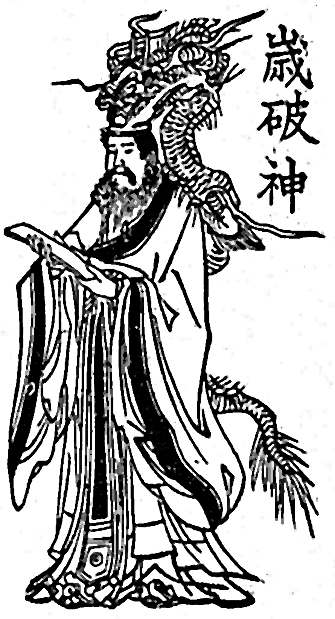
歳破神

歳破神（さいはしん）とは、陰陽道における8人の方位神（八将神）の一人である。暦本によってはさいはと書くこともある。この神の本地は河伯大水神とされる。
歳破神は、土星（鎮星）の精とされ、同じ八将神の一人である太歳神が在位する方角の反対側の方角に在位するが、太歳神に攻められ破られることがほとんどであり、凶神とされる。なお、九星気学における方位学での歳破（さいは）とは別である。
この神は、土の性格を有しており、この神が在位する方角に向かって動土（土地の造成や庭造りなど土を動かすこと）や建築、移転、婚姻、旅行（特に船舶による旅行）は避けたほうがよいとされる。これを犯すと家や会社を代表するものに害が及ぶとされる。また、ペットや家畜を求めることも凶とされる。

## 歳破神の在位
太歳神が十二支と同じ方角に在位するが、歳破神はその反対側の方角に在位する。
- 子→午
- 丑→未
- 寅→申
- 卯→酉
- 辰→戌
- 巳→亥
- 午→子
- 未→丑
- 申→寅
- 酉→卯
- 戌→辰
- 亥→巳